# Reaching for the Moon (film 1930)
Reaching for the Moon – amerykański czarno-biały film muzyczny z 1930 roku w reżyserii Edmunda Gouldinga. Został zrealizowany w erze Pre-Code.

## Obsada
- Douglas Fairbanks jako Larry Day
- Bebe Daniels jako Vivien Benton
- Edward Everett Horton jako Roger
- Claud Allister jako sir Horace Partington Chelmsford
- Bing Crosby jako Bing
- Jack Mulhall jako Jimmy Carrington
- Walter Walker jako James Benton
- June MacCloy jako Kitty
- Helen Jerome Eddy jako Larry's Secretary